# Угорцівська друкарня
Угорцівська друкарня — друкарня у с. Угорці на Самбірщині (нині с. Нагірне Самбірського району на Львівщині) заснована близько 1617 року.

## Історія
Угорцівська друкарня була «мандрівною», як і багато друкарень в старовину. Власне мандрівним друкарем був і фундатор українського друкарства Іван Федорович (Федоров).
Село Угорці тоді належало православному магнату Олександрові Шептицькому; не виключається можливість, що це власне він запросив друкарів до себе. До села приїхав о.
Павло Люткович з готовою друкарнею, яка власне і йому належала.
Друкарі оселилися в маєтку Шептицького і зразу ж розпочали свою працю. Друкарня існувала на кошти Олександра Шептицького, чому про угорцівські видання часом писали, що вони «печати пана Шептицкого в Угорцах».
Первенцем Угорцівської друкарні треба вважати «Собраніє вкратце словес от Божественнаго писаніа», на 48 с., що побачило світ «в Угорцах, року 1618, месяца марта 30 дня»; книжку цю «выдруковано коштом и накладом благочестиваго єго мл. п. Александра Шептицкого з Шептич; працею і стараньєм ієромонаха Павла Домжива Лютковича, ієродиякона Селивестра». Змістом своїм ця книжка — це підручник «ку науце и цвиченію младолитних отрочат». Цікава мова цієї книжки — тут дуже багато українських слів та виразів, цінних для історії української мови; часом і цілі молитви подаються українською.
Другою книжкою, видрукуваною в Угорцях, був «Краткій хронологическій летописец». Сама книжка до нас не дійшла, але маємо список її, вкінці якого зазначено, що його списано з книги «Литовских печатей, печати пана Шептицкаго в Угорцах, лита Господня 1619 года, а та книга находится у Алаторца у Кузьмы Власова».
Третьою книжкою Угорцівської друкарні була «Апостолы и Євангеліа чрез все недели и праздники» 1620 року, обсягом 136 с., на зв. останньої сторінки читаємо: «В Угорцах.
В друкарни ієромонаха Павла Домжива Лютковича». На зв. заголовного аркуша уміщено герб Шептицьких. Ці «Апостоли» — це останній угорцівський друк.
Угорцівські видання бідні й прості технікою; прикрас дуже мало, та й ті вбогі; кіноварі нема. Черенки «Собранія» 1618 р. та «Апостолів» 1620 р. цілком різні — в «Апостолах» шрифт дрібненький, трохи нагадує острозький, а в «Собранія» він значно більший.
1621 р. десь коло 20 грудня помер благочестивий Олександр Шептицький. Друкарям не було чого більше робити в Угорцях і Павло Домжив Люткович разом із своєю друкарнею подався аж до Мінська, де й став ігуменом Петропавлівського монастиря. Але зносин з родиною Шептицьких він не поривав. Так, на річницю смерті Олександра Шептицького він надрукував нову книжку «Казаньє на чиненю памяти по зелом єго милости пану Александрови Феодоровичу Шептицком», 20 грудня 1622 р.